# Svenska Vispriset
Svenska Vispriset är en utmärkelse som utdelas årligen av Riksförbundet Visan i Sverige.

## Mottagare
- 2007: Hanne Juul
- 2008: Johan Johansson
- 2009: Martin Bagge, Ingrid Hogman
- 2010: Göran Samuelsson
- 2011: Chris Jangelöv
- 2012: Carin Kjellman
- 2013: Lars Demian
- 2014: Jan-Olof Andersson
- 2015: Christina Kjellsson
- 2016: Sture Ekholm
- 2017: Gun Hemström
- 2018: Sid Jansson
- 2019: Jeja Sundström
- 2020: Jan Hammarlund
- 2021: Maria Lindström
- 2022: Svenskt visarkiv
- 2023: Pierre Ström
- 2024: Ingela Karlsson och Bengt-Göte Bengtsson